# Pałeczka nutowa

Części nuty, pałeczka oznaczona kolorem niebieskim

Pałeczka nutowa (laseczka, ogonek) – pionowa kreseczka umieszczona przy główce nuty; stosowana przy półnutach i nutach krótszych od niej.
Rysowana jest z prawej strony główki nuty i skierowana do góry dla nut położonych poniżej trzeciej linii. Powyżej trzeciej linii zamieszcza się pałeczkę z lewej strony główki, skierowaną w dół. Nuta na trzeciej linii zasadniczo przyjmuje zapis z ogonkiem w dół, chociaż zależy to od kierunku sąsiadujących nut.
Przy nutach wiązanych nuty przyjmują ogonki dźwięków przeważających w grupie wiązanej. W zapisie dwugłosowym notowanym na jednej pięciolinii, wyższy głos ma pałeczki skierowane ku górze, dolny zaś w dół.